# Oscar Cahén
Oscar Cahén (* 8. Februar 1916 in Kopenhagen; † 26. November 1956 in Oakville, Ontario) war ein kanadischer Maler und Grafiker und ein bedeutender Vertreter der zeitgenössischen künstlerischen Avantgarde und der Abstrakten Malerei Kanadas.

## Leben
Oscar Cahén war der Sohn von Eugenie Caroline Auguste Stamm und Fritz Max Cahén, eines Professors der Kunstgeschichte, Korrespondenten und Journalisten. Fritz Max Cahén war während der Weimarer Republik Berater von Ulrich von Brockdorff-Rantzau und engagierte sich als Widerstandskämpfer gegen den Nationalsozialismus. Zwischen 1930 und 1932 war die Familie Cahén nacheinander in den Städten Berlin, Paris und Rom ansässig. Osacer Cahén studierte Kunst in Paris und Rom.
Ab März 1932 bis August 1933 studierte Oscar Cahén an der Staatlichen Akademie für Kunstgewerbe in Dresden in der grafischen Klasse von Max Frey. Nach der Machtergreifung der Nationalsozialisten im Jahr 1933 wurde der Familie Cahén die deutsche Staatsbürgerschaft entzogen. Die Familie floh über die tschechische Grenze nach Stockholm. Oscar Cahén führte seine Kunststudien in Stockholm fort. Im November 1934 veranstaltete das Ole Haslund’s Hus, Ostergade in Kopenhagen eine Einzelausstellung mit Werken von Oscar Cahén.
Im März 1935 zog die Familie Cahén nach Prag, wo Fritz Max Cahén eine Widerstandsgruppe leitete und als Spion aktiv war. Oscar Cahén gestaltete in dieser Zeit Werbegrafik und politische Cartoons. Er war zeitweise im Atelier von William Pachner (* 1915) tätig. William Pachner war ein bereits bekannter tschechischer Grafiker und Illustrator, der später in die USA zog. Oscar Cahén war auch an den Aktivitäten seines Vaters als Widerstandskämpfer beteiligt.
1937 nahm Oscar Cahén an der Rotter-Schule für Werbegrafik in Prag eine Lehrtätigkeit auf. Die Rotter-Schule für Werbegrafik wurde von Vilém Rotter (1903–1960), einem der modernsten Werbegrafiker der damaligen Zeit, gegründet. Oscar Cahén musste allerdings seine Lehrtätigkeit nach ein paar Monaten aufgeben, da er keine offizielle Arbeitsgenehmigung erhielt.
Am 3. März 1939, 12 Tage vor der nationalsozialistischen Besetzung von Prag, flohen Oscar Cahén und seine Mutter Eugenie nach London. Sein Vater Max Fritz hielt sich zu dieser Zeit bereits in den Vereinigten Staaten auf. In England wurde Oscar Cahén als „Deutscher“ und möglicher Spion inhaftiert und im Mai 1940 zusammen mit über 2.000 deutsch-jüdischen Gefangenen nach Toronto verschifft. Seine Mutter, Eugenie Cahén, wurde vom Mai 1940 bis Dezember 1941 in England inhaftiert. Oscar Cahén wurde im Gefangenenlager N in Sherbrooke interniert. Dank dem Einsatz von persönlichen Bekanntschaften wurde Oscar Cahén am 26. Oktober 1942 aus dem Gefangenenlager entlassen.
In Montreal arbeitete Oscar Cahén in der Werbeagentur von Rapid, Grip and Batten als höchst bezahlter Künstler der Agentur mit einem Gehalt von 90 CAD pro Woche. Im November 1943 konnte Oscar Cahén im Musée des beaux-arts de Montréal ausstellen. 1943 heiratete Oscar Cahén Martha Levinsky. Am 8. Mai 1945 wurde ihr einziger Sohn Michael geboren.
1944 zog Oscar Cahén und seine Familie nach Toronto, wo er künstlerischer Leiter der Zeitschrift Magazine Digest wurde. 1946 erhielt er die kanadische Staatsbürgerschaft. 1947 kam seine Mutter aus London nach Toronto. Da Oscar Cahén als gefragter Illustrator über ein regelmäßiges Einkommen aus selbständiger Tätigkeit verfügte, gab er seine Stelle bei Magazine Digest auf, um sich ganz der Malerei zu widmen. Um 1951 lehnte Oscar Cahén ein Angebot für eine Festanstellung bei einem New Yorker Unternehmen mit einem Lohn von 25.000 USD ab. Der Durchschnittslohn betrug im Jahr 1950 3.216 USD.
Um 1949 begann Oscar Cahén sich der Abstrakten Malerei zu widmen. Er beteiligte sich an der Ausstellung Abstracts at Home, die 1953 in der Robert Simpson Company in Toronto gezeigt wurde. Oscar Cahén war Mitbegründer der Künstlergruppe Painters Eleven, zu der zehn weitere abstrakte Maler aus Ontario gehörten: Harold Town, Jack Bush, Hortense Gordon, Tom Hodgson, Alexandra Luke, Jock Macdonald, Ray Mead, Kazuo Nakamura, William Ronald und Walter Yarwood. Die Gruppe gründete sich als Gegenbewegung zur konservativen Kunstszene in Kanada, speziell in Toronto und bestand bis zum Jahr 1960. Im Oktober 1954 erhielt Oscar Cahén eine Einzelausstellung mit abstrakten Werken im Hart House in Toronto.
Oscar Cahén starb 1956 bei einem Autounfall.